# Simut (Gottheit)
Simut oder Šimut (Shimut) war ein elamischer Gott. Er wurde Gott von Elam genannt und gilt unter Vorbehalten als Herold der Götter. In der babylonischen Astronomie verband man ihn mit dem Planeten Mars. Simut erscheint in mehreren Inschriften von verschiedenen elamischen Königen, die eine Reihe von Tempeln erwähnen, die ihm geweiht waren. Simut wurde auch in Mesopotamien verehrt, wo er mit Nergal verglichen wurde.